# Pink Season (album của Apink)
Pink Season là full album đầu tiên tại Nhật Bản của nhóm nhạc nữ Hàn Quốc Apink, và nó được phát hành bởi Universal Music Japan vào ngày 26 tháng 8 năm 2015.

## Bối cảnh và phát hành
Sau khi phát hành ba đĩa đơn tại Nhật Bản, trong đó có cả các phiên bản giới hạn "No No No", "Mr. Chu", and "Luv", Apink đã phát hành album phòng thu tiếng Nhật đầu tiên Pink Season vào ngày 26 tháng 8 năm 2015.

## Các phiên bản
Album được phát hành với ba phiên bản: Phiên bản giới hạn A, Phiên bản giới hạn B, và Phiên bản thường.

## Đĩa đơn
"No No No" là bài hát chủ đề đầu tiên và là bài hát debut tại Nhật Bản. Đĩa đơn này được phát hành đầu tiên tại Nhật vào ngày 22 tháng 10 năm 2014. Phiên bản mới của MV được quay cùng với phiên bản Nhật và teaser được phát hành vào ngày 29 tháng 9 năm 2014. Vào ngày 30 tháng 9 năm 2014, bài hát đã được phát hành
Apink cũng đã phát hành đĩa đơn thứ hai "Mr. Chu" vào ngày 18 tháng 2 năm 2015. Họ phát hành MV teaser vào ngày 21 tháng 1 năm 2015. Bài hát được phát hành ngày 22 tháng 1 năm 2015.
Đĩa đơn cuối cùng trước album "Luv" được phát hành vào ngày 20 tháng 5 năm 2015. MV teaser được phát hành vào ngày 15 tháng 4 năm 2015. Bài hát được phát hành vào ngày 16 tháng 4 năm 2015.

## Danh sách bài hát
| CD  | CD                                                   | CD                | CD                                                | CD         |
| STT | Nhan đề                                              | Phổ lời           | Phổ nhạc                                          | Thời lượng |
| --- | ---------------------------------------------------- | ----------------- | ------------------------------------------------- | ---------- |
| 1.  | "Pink Season"                                        |                   |                                                   | 1:34       |
| 2.  | "No No No" (Japanese version)                        | PA-NON            | S.Tiger, Kupa                                     | 3:40       |
| 3.  | "Bubibu" (Japanese version)                          | HASEGAWA          | GOLD Doo Hyun, Playkid(Kim Won Hyun)              | 3:43       |
| 4.  | "U You" (Japanese version)                           | Ayaka, Ume        | GOLD Doo Hyun, Playkid(Kim Won Hyun), Oh Hyeon Ho | 3:26       |
| 5.  | "I Don't Know" (モㇽラヨ) (Japanese version)         | HI-D              | SUPER CHANGDDAI                                   | 3:46       |
| 6.  | "Remember" (Japanese version)                        | PA-NON            | S.Tiger,Beom&Nang                                 | 3:52       |
| 7.  | "Mr. Chu" (Japanese version)                         | Shoko Fujibayashi | Duble Sidekick, David Kim                         | 3:35       |
| 8.  | "My My" (Japanese version)                           | MEG.ME            | Rado, Shisadong Tiger                             | 3:54       |
| 9.  | "Hush" (Japanese version)                            | HASEGAWA          | HyuWoo, Rado                                      | 3:31       |
| 10. | "I'm Not An Angel" (天使じゃない) (Japanese version) | HI-D              | KZ,Mr.Bear                                        | 3:27       |
| 11. | "Good Morning Baby" (Japanese version)               | Yuto Yamagishi    | Duble Sidekick,Tenzo&Tasco                        | 3:46       |
| 12. | "Luv" (Japanese version)                             | KABUTA            | S.Tiger,Beom&Nang                                 | 4:01       |
| 13. | "April 19th" (4月19日) (Japanese version)            | Park Cho Rong     | Kim Jin Hwan                                      | 4:22       |

## Xếp hạng

### Bảng xếp hạng
| Bảng xếp hạng (2015)            | Vị trí cao nhất |
| ------------------------------- | --------------- |
| Japanese Albums (Oricon)        | 5               |
| Japanese Top Albums (Billboard) |                 |

## Lịch sử phát hành
| Quốc gia | Ngày                | Định dạng | Phiên bản | Nhà phân phối         |
| -------- | ------------------- | --------- | --------- | --------------------- |
| Nhật Bản | 26 tháng 8 năm 2015 | CD        | Standard  | Universal Music Japan |